# Tanabe (Wakayama)
Tanabe (jap. 田辺市, -shi) ist eine Stadt in der japanischen Präfektur Wakayama.

## Geographie
Tanabe liegt südlich von Wakayama.

## Geschichte
Tanabe ist eine alte Burgstadt, in der in der Edo-Zeit ein Zweig des Andō-Klans residierte.

## Sehenswürdigkeiten
- Kumano Hongū-Taisha
- Reste der Burg Tanabe

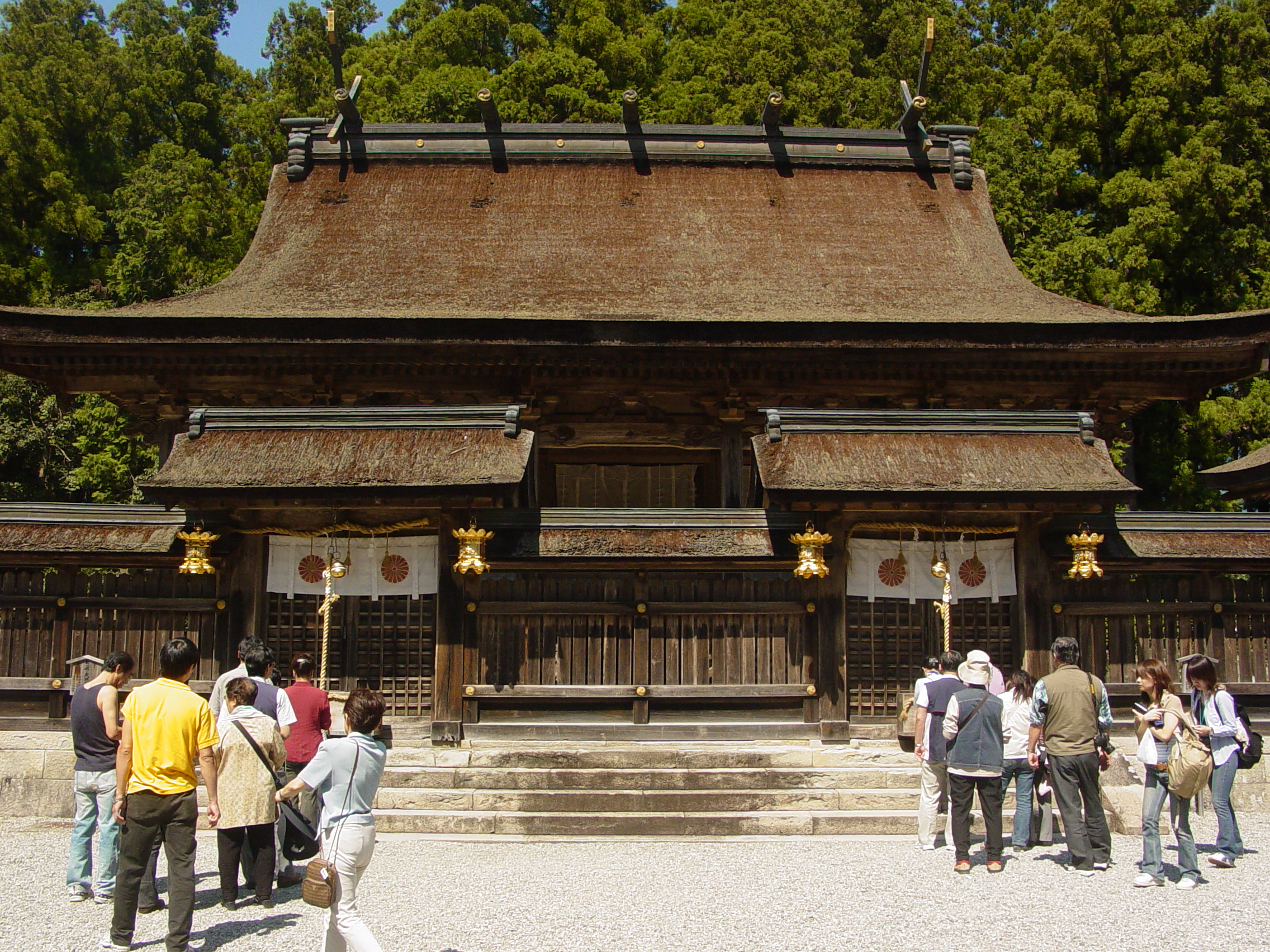
Kumano Hongu Taisha
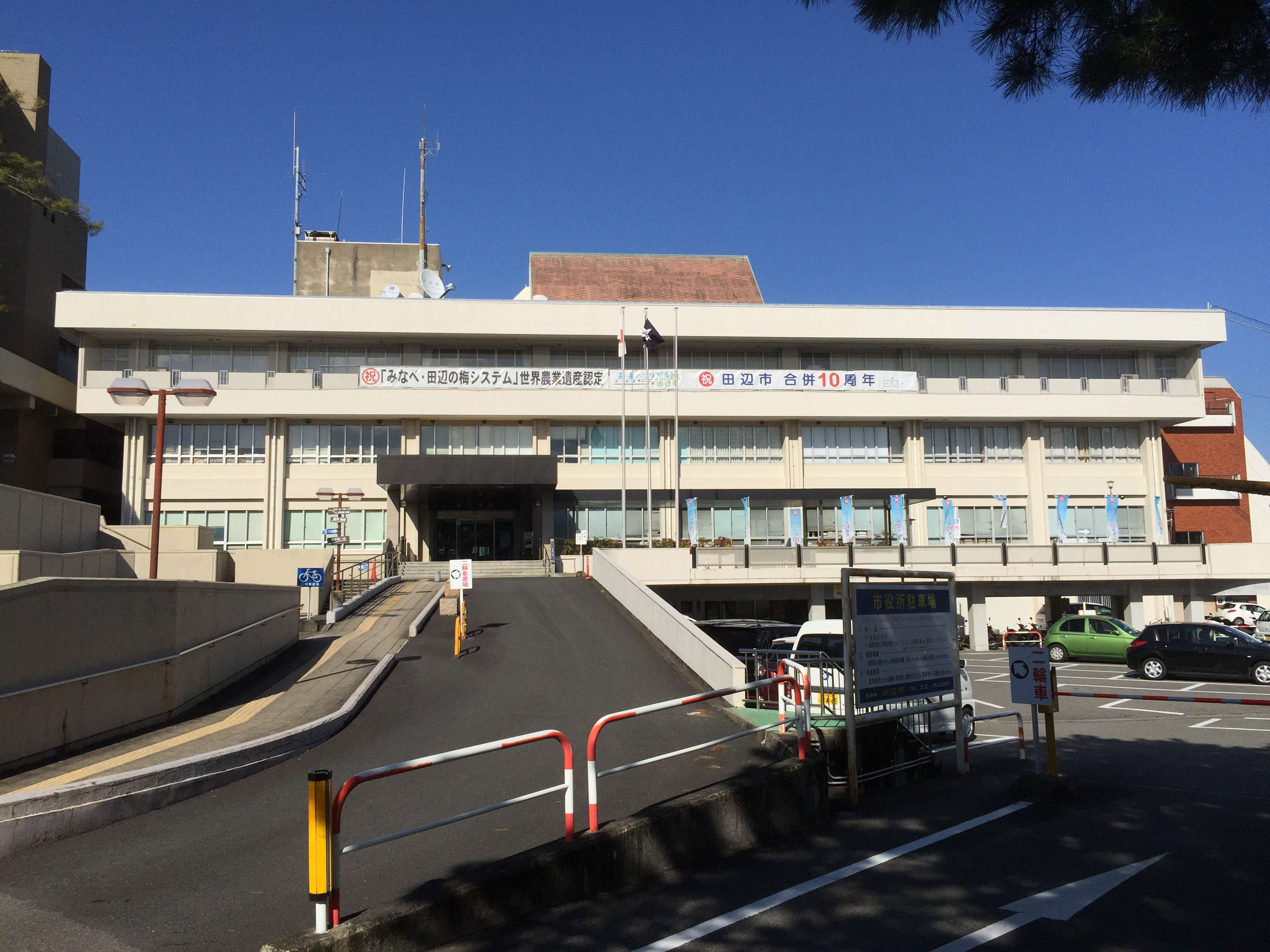
Rathaus von Tanabe (Wakayama)

## Persönlichkeiten
- Ogawa Takuji (1870–1941), Geologe
- Terajima Ken (1882–1972), Seeoffizier der Kaiserlichen Marine
- Ueshiba Morihei (1883–1969), Begründer der modernen japanischen Kampfkunst Aikidō
- Katayama Tetsu (1887–1978), Politiker
- Nonagase Banka (1889–1964), Maler
- Wakimura Yoshitarō (1900–1997), Wirtschaftswissenschaftler
- Hatanaka Takeo (1914–1963), Astronom
- Meg Hemphill (* 1996), Leichtathletin

## Verkehr
Tanabe ist über die Nationalstraßen 42, 168, 311, 371, 424, 425. Der Bahnhof Kii-Tanabe liegt an der Kisei-Hauptlinie von JR West, die Wakayama mit Shingū verbindet.

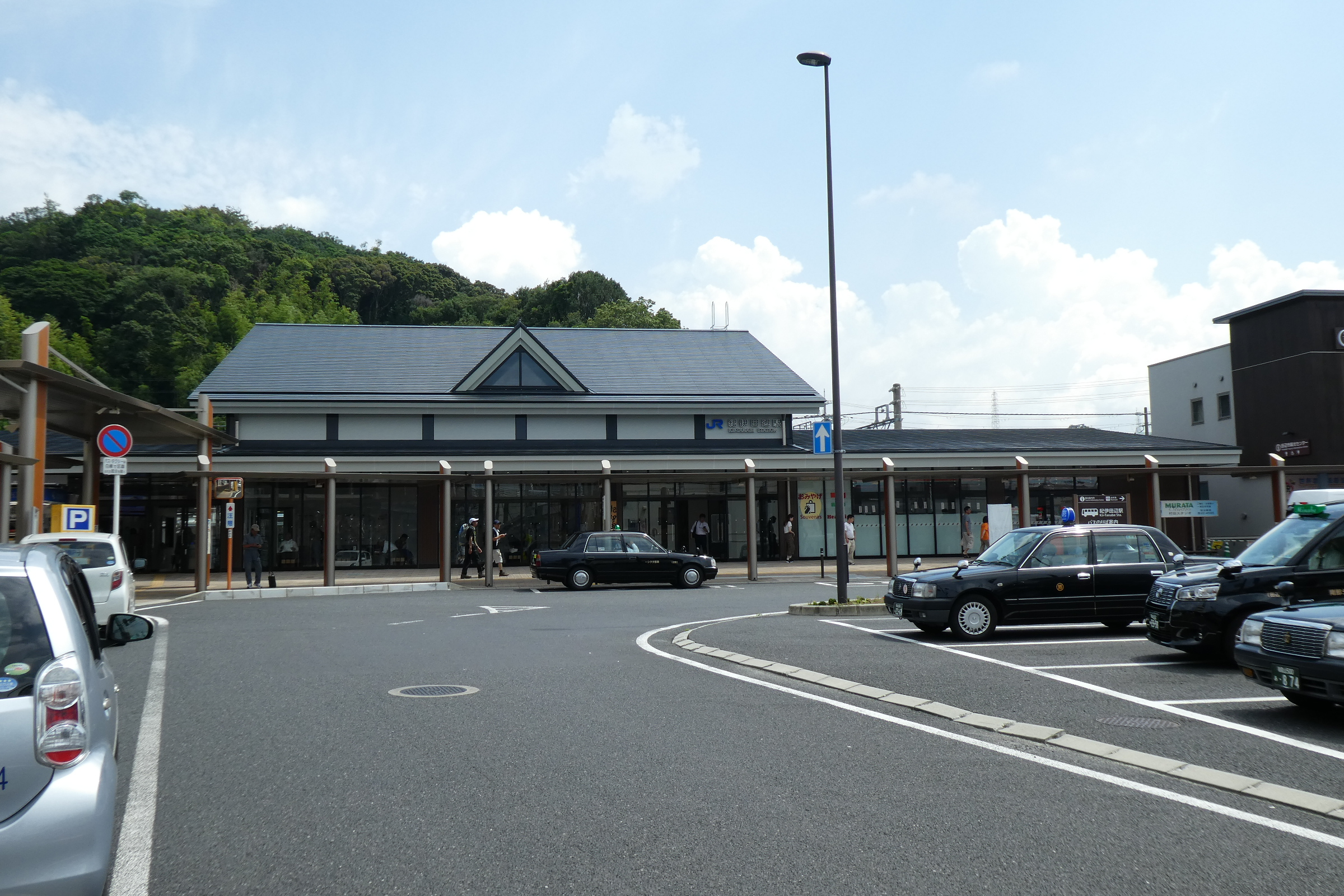
Kii-Tanabe-Station

## Angrenzende Städte und Gemeinden
- Shingū